# Dennis Spooner
Dennis Spooner (1. prosince 1932 – 20. září 1986) byl anglický scenárista, script editor, autor námětů a televizní pracovník, známý především špionážními nebo kriminálními seriály a dětskými televizními pořady v 60. letech 20. století. Měl dlouhodobé pracovní vztahy s řadou dalších významných britských scenáristů a producentů, mimo jiné Brian Clemens, Terry Nation, Monty Berman a Richard Harris. Společně s nimi měl rozhodující podíl na vzniku a natočení řady seriálů a dalších televizních programů. Ačkoli spolupracovat také s BBC a dalšími televizemi, nejvíce jeho námětů bylo realizováno společností ITC Entertainment, což z něj udělalo jednoho z nejplodnějších autorů této společnosti.
Jako příklady pořadů, na kterých se zásadně podílel alespoň po určitou dobu, lze uvést nejdéle běžící britský TV seriál Coronation Street (vysílaný již od roku 1960), Doctor Who (česky Pán času): sci-fi seriál vysílaný BBC od roku 1963, několikrát zapsaný v Guinnessově knize rekordů nebo kultovní „duchařský“ krimi seriálu Randall a Hopkirk (1969–1970), dobře známý československým divákům, protože poprvé byl vysílán v Československé televizi již na přelomu let 1970–1971 (byť ne celý), jako jeden z prvních „západních“ seriálů.

## Život a kariéra
Dennis Spooner se narodil 1. prosince 1932 na okraji Londýna, ve městě Tottenham. V mládí hrál fotbal za Leyton Orient. Zrovna když se stal profesionálním hráčem fotbalu, byl v roce 1950 povolán do vojenské služby u RAF. Jako voják působil v Egyptě a následně se zapojil do služby Forces Broadcasting Service. Zde se potkal s Tony Williamsonem, se kterým vytvořil amatérskou literární dvojici. Po návratu z vojenské služby u RAF, během 50. let 20. století pracoval v kanceláři, kde se seznámil se svou budoucím ženou Pauline, se kterou se krátce poté oženil. Kariéra v obchodu ho nelákala a snažil se proniknout do odvětví zábavy.

### Počátky kariéry
Svou kariéru v showbusinessu začal v roce 1954 jako stand-up komik ve dvojici s Leslie Garbonem. Poté vytvořil další komediální dvojici s Benny Davisem, který se později stal novinářem působícím ve Španělsku. Společně pracovali v cirkusu v Londýně, ale neměli velký úspěch. Spooner se proto zaměřil na psaní gagů a skečů pro jiné komiky, mimo jiné začal prodávat půlhodinové komediální scénáře komikovi Harry Worthovi, který pracoval i pro BBC. Toto posléze vedlo k tomu, že v roce 1960 napsal několik scénářů pro seriál, resp. mýdlovou operu Coronation Street. Podílel se také na krimi seriálu No Hiding Place, který natáčela společnost ITC Entertainment, dále na krimi seriálu Ghost Squad a rovněž na vysoce hodnoceném komediálním seriálu Bootsie and Snudge.
Zhruba v této době se Dennis Spooner potkal s Brianem Clemensem a navázali profesionální partnerství, které trvalo po zbytek Spoonerovy kariéry. Clemens nabídl mladému autorovi práci na špionážním seriálu The Avengers (žánr označovaný v angličtině spy fiction), jehož vysílání v roce 1961 právě začínalo. Seriál se nakonec v programu udržel 9 let a odvysílalo se ho 161 dílů (pochopitelně ne na všech se Spooner podílel). Navíc Clemens hned v prvním roce koupil další dva Spoonerovy scénáře, díky čemuž se Spooner stal důležitým televizním autorem.

### Programy pro děti a mládež
I když dominantní v jeho kariéře byla práce v žánru spy fiction, Spooner se také podílel na několika klíčových projektech určených pro děti a mládež. V tomto žánru byl nejaktivnější v letech 1964 až 1966, kdy spolupracoval na programech Gerryho Andersona  a sci-fi seriálu Doctor Who (česky Pán času). K práci pro děti a mládež se vrátil také na sklonku života. Jeho posledním scénářem byla epizoda „Flashback“ pro dětský sci-fi seriál Dramarama (ten se vysílal od roku 1982 do roku 1989, epizoda „Flashback“ se vysílala v rámci 4. řady v roce 1986, tedy v roce, kdy Dennis Spooneer zemřel).
Pořady Gerry Andersona: poté, co se Spooner počátkem 60. let spřátelil s Gerry Andersonem a Sylvií Andersonovou, nabídli mu možnost napsat scénáře pro jejich nový loutkový televizní seriál Supercar, který v sobě kombinoval akční, dobrodružný a sci-fi žánr. Gerry a Sylvia Andersonovi v tomto seriálu poprvé použili nový typ loutky, marionetu vybavenou elektronikou, která ovládala dolní pohyblivý ret, který se pohyboval v souladu s nahranými dialogy (anglicky se tyto loutky označují jako tzv. supermarionation, termín vznikl složením slov super, marionette a animation). I když Spoonerovy scénáře pro tento seriál nakonec nebyly použity, Spooner pokračoval v psaní scénářů pro další program Andersonových.
Nejprve byly v roce 1962 podle jeho scénářů natočeny dvě epizody z (opět loutkového) sci-fi dětského seriálu Fireball XL5 v roce 1962 (Fireball XL5 je „policejní“ kosmická loď, která v roce 2062 dohlíží na pořádek ve vesmíru). Mnohem podstatnější byl jeho podíl na dalších dvou seriálech pro děti: Stingray (vysíláno 1964–1965; dětský sci-fi seriál kombinující výše popsaný typ loutek se zmenšenými modely a speciálními efekty, Stingray je atomová ponorka z roku 2060) a Thunderbirds (vysíláno 1965–1966, natočeno obdobnou technikou), kde napsal na 20 epizod. Ačkoli Thunderbirds byla jeho poslední velká práce pro Andersonovi, k žánru se vrátil ještě v 70. letech 20. století, kdy napsal jednotlivé epizody pro dva sci-fi seriály více zaměřené na dospělé diváky (UFO z let 1970–1971 a The Protectors z let 1972–1974. Jeho poslední prací pro Andersonovi byl úkol napsat několik dodatečných scén nutných k tomu, aby bylo možné první a 17. epizodu seriálu Space spojit do celovečerního filmu známého pod titulem Alien Attack. Spoonerovy scénáře pro rané Andersonovi programy byly také jeho první pravidelnou prací pro ITC Entertainment.
Seriál Doctor Who (česky Pán času): Spooner pracoval na tomto sci-fi seriálu vysílaném BBC takřka výlučně po celé období, kdy titulní roli hrál William Hartnell. Toto období je považováno za formativní a rozhodující i pro další roky vysílání seriálu, který je zapsaný v Guinnessově knize rekordů jako nejdéle vysílaný sci-fi seriál na světě, později také jako nejúspěšnější televizní seriál vůbec. I když jako script editor pro seriál působil jen 6 měsíců, od epizody The Rescue po epizodu The Chase, jeho přínos je považován za zásadní. V době, kdy Spooner seriál definitivně opouštěl, jedinou zbývající původní postavou byl první představitel titulní role, již zmíněný William Hartnell. Jedním z hlavních cílů Spoonera bylo dokázat, že seriál může úspěšně přežít i zásadní změny v obsazení rolí. Toho bylo částečně dosaženo postupným zaváděním humoru, jak je zřejmé ze scénářů, které Spooner napsal. V dochovaných poznámkách BBC k průvodci po epizodách se uvádí, že „je to pro jeho inovativní používání humoru, pro které si (diváci) vždy budou pamatovat epizodu The Romans a představuje cenný pokus o nalezení nového dramatického základu pro seriál“. Tato změna souzněla s veřejností a významně napomohla k tomu, že epizoda The Romans měla podle ratingu Nielsen nejvyšší sledovanost v historii seriálu.

### Práce pro ITC Entertainment
Terry Nation, se kterým se dobře znal, v té době již pracoval na novém seriálu pro dospělé diváky. Možnost podílet se na seriálu, který měl reálnou šanci uspět na lukrativním americkém trhu ho velmi lákala. V roce 1966 tak společně s Terrym napsal většinu scénářů pro seriál The Baron (seriál vysílaný 1966–1967, natočený podle několika románů, které napsal John Creasey, ale pod pseudonymem Anthony Morton). Seriál byl skutečně prodán také do USA, kde byl vysílán v síti společnosti American Broadcasting Company (ABC Televison Network).
Práce na seriálu The Baron byla současně začátkem Spoonerova druhého a kreativnějšího období práce pro ITC Entertainment. Počínaje rokem 1967 navíc získal nový smluvní status. Zdánlivý protimluv „contracted freelancer“, volně přeloženo jako „smluvní nezávislý tvůrce“ (smluvní tvůrce na volné noze) znamenal, že musel napsat nejméně 10 epizod ročně pro ITC Entertainment, ale současně mohl pracovat i pro jiné televizní společnosti.
Poté, co seriál The Baron neměl v USA takový ohlas, jaký tvůrci očekávali, bylo po dvou letech ukončeno i jeho natáčení ve Spojeném království. Spooner se poté obrátil na starého přítele, scenáristu Richarda Harrise a společně připravily nový seriál Man in a Suitcase (thriller, kde hlavní postava je soukromý detektiv). Nicméně významnější partnerství, které Spooner započal v roce 1967, bylo s Monty Bermanem, producentem ITC, se kterým založil novou produkční společnost s názvem Scoton Productions. Mezi lety 1967 a 1971 Berman a Spooner vytvořili seriály The Champions (kombinace špionážního thrilleru a sci-fi, v USA vysílán společností NBC), Department S (dobrodružný špionážní seriál o fiktivním „Oddělení S“, které zasahuje tam, kde Interpol už nestačí) a jeho volné pokračování Jason King, které se vysílalo v řadě zemí, na DVD bylo vydáno v UK, USA, Austrálii a Německu.
Zcela originální byl námět seriálu Randall a Hopkirk. Randall (Mike Pratt) a Hopkirk (Kenneth Cope) byli společníci v malé soukromé detektivní kanceláři v Londýně, ve které jako sekretářka pracovala i Hopkirkova manželka Jeannie Hopkirková (Annette Andreová). Ale hned v prvním dílu je Hopkirk zavražděn. Randall i Jeannie se zpočátku domnívají, že šlo jen o nešťastnou náhodu. Hopkirk se již jako duch vrací (vidí a slyší ho jen Randall) a pomáhá nejprve objasnit domnělou nehodu (a tedy i svou vraždu) a v dalších dílech svými nadpřirozenými schopnostmi umožňuje Randallovi vyřešit řadu dalších pozoruhodných případů. O slíbenou odměnu však často z různých důvodů přijdou, takže detektivní kancelář i Randall a Jeannie finančně přežívají „tak tak“. Kromě originální kombinace krimi seriálu a nadpřirozena má seriál i silné komediální prvky s typickým britským humorem, již proto, že Jeannie o existenci ducha nemá ani ponětí.
Spoonera na myšlenku televizního seriálu, ve kterém by jednu z hlavních rolí hrál duch, přiměl jeho zájem o paranormální jevy. Současně se domníval se, že právě detektivní série by poskytla široké možnosti pro rozvinutí těchto neobvyklých příběhů. Jakkoli tato myšlenka byla fantazijní, Spooner se současně rozhodl v seriálu dodržet několik zásad vyplývajících z nehmotné povahy ducha (např. Hopkirk nemůže zastavit kulku, tam jím jednoduše projde; nemůže také přímo hýbat hmotnými předměty, i když postupně se to stále lépe učí nepřímo). Originální námět seriálu zpočátku nijak nepřesvědčil ředitele televizní společnosti, až jeden z jeho spolupracovníků ho přiměl, aby seriálu dal zelenou.
Seriál byl natočen v letech 1968–1969, ve Spojeném království byl vysílán 1969–1970. I když byla natočena jen jedna řada o 26 dílech, záhy po jeho vysílání nastala poměrně slušná „hopkirkománie“, a to nejen ve Velké Británii, ale také v Československu. Mimo jiné proto, že šlo o jeden z prvních „západních“ seriálů vysílaných v Československé televizi, již od roku 1970, krátce po britské premiéře. V letech 1971–1973 také vycházela v časopise Čtyřlístek komiksová parodie pro děti nazvaná Rendlík a Hopík. Původně bylo nadabováno 18 z 26 dílů: František Němec (Randall), Václav Postránecký (Hopkirk) a Jorga Kotrbová (Jeannie Hopkirková). Ale v důsledku postupující normalizace byl jeden z dílů cenzurou označen za nevhodný (v nelichotivé roli v něm vystupuje fiktivní „Miss Moskva“) a bylo tak odvysíláno jen 17 dílů. V letech 2008–2009 vyšel celý seriál na DVD (8 dílů ovšem pouze s českými titulky). Kompletní seriál byl poprvé v České televizi odvysílán až v roce 2021, kdy zbylých 8 dílů nadabovali Jiří Dvořák, Martin Písařík a Lucie Vondráčková.
Seriál si přízeň fanoušků udržel po desetiletí, a tak (kromě repríz) byla v roce 1994 ve Velké Británii o seriálu vydána kniha „Randall & Hopkirk (Deceased)“ (autor Geoff Tibballs, předmluvu napsal Kenneth Cope, představitel Hopkirka). V roce 1996 vznikla také parodie Curtis & Ballard (Deceased) pro BBC Radio 4. V roce 2000 byl rovněž ve Spojeném království natočen remake s nepatrně pozměněným názvem Randall & Hopkirk (Deceased), v hlavních rolích Vic Reeves (Hopkirk), Bob Mortimer (Randall) a Emilia Foxová (Jeannie). Přibyla ještě jedna hlavní postava: „mentor duchů“ (Tom Baker). Remake vyšel rovněž na DVD a také k němu byla vydána kniha a soundtrack. V roce 2007 všechny díly původního seriálu z let 1968–1969 prošly digitálním remasteringem z originálního 35 mm barevného filmu a celý seriál byl poprvé vydán na Blu-ray společností Network. V roce 2018 Annette Andreová publikovala své memoáry, kde se věnuje i tomuto seriálu, který byl její největší rolí (kniha obsahuje též poděkování, které napsal Kenneth Cope).
Navzdory značnému pracovnímu vytížení a úspěšné realizaci řady projektů pro ITC Entertainment Dennis Spooner využíval to, že jeho smlouva s ITC nebyla exkluzivní a od roku 1967 do začátku 70. let psal scénáře také pro další televize, především pro ITV a BBC. To mu umožnilo být v tomto období jedním z nejplodnějších autorů v rámci seriálu The Avengers (vysílala ho televize ITV) a uspěl také se scénáři pro několik epizod seriálu Paul Temple (britsko-německý krimi seriál, vysílaný na BBC1 v letech 1969–1971) a rovněž pro Doomwatch (britský sci-fi seriál vysílány na BBC1 v letech 1970–1972).

### Tvůrce na volné noze
I když mu výše popsaný kontrakt s ITC Entertainment umožňoval psát i pro jiné televize, po jeho vypršení se rozhodl dále pracovat jako skutečně nezávislý tvůrce a na volné noze pak již zůstal až do konce svého života. Podle jeho scénářů bylo natočeno několik epizod seriálu Bergerac (krimi seriál produkovaný BBC ve spolupráci s australskou Seven Network a vysílaný na BBC1) a rovněž seriálu Profesionálové, který je dobře znám i českým divákům. Nicméně Spooner stále toužil po opravdu velkém úspěchu v USA. Znovu se proto spojil s Brianem Clemensem. V roce 1973 Clemens začal pracovat na seriálu Thriller, jehož žánr je zřejmý již z názvu. V USA byl ale uváděn pod názvem ABC Mystery Theatre. Ačkoli Spooner napsal pouze dvě epizody, byl jedním z pouhých dvou scenáristů, kterým se to podařilo (všechny ostatní epizody napsal sám Clemens). Když poté Clemens uskutečnil další pokus prosadit se v USA, seriál The New Avengers (1975–1976, volné pokračování úspěšného seriálu The Avengers z 60. let), podílel se Spooner na seriálu mnohem více. Spooner a Clemens napsali drtivou většinu scénářů a šlo o největší nepřetržitou práci v jeho kariéře tvůrce na volné noze. Ale ani tento seriál ani předchozí „Thriller“ nevedly k zásadnímu úspěchu v USA. I poté pokračoval ve snaze proniknout na americký trh, ale uspěl již pouze s podílem na scénáři epizody „Puzzled Steele“ v rámci třetí řady seriálu Remington Steele (americké krimi drama vysílané v USA v hlavním vysílacím čase).

## Knihy ohře bridž
Spooner byl znám jako výborný hráč karetní hry bridž a napsal o ní dvě knihy: Useful Hints for Useless Players a Diary of a Palooka. Texty z druhé knihy byly nejprve většinou publikovány ve sloupku stejného jména v časopise Popular Bridge Monthly. Spooner hrál v klubu Harrow Bridge. Spoonerova záliba ve hře bridž se promítala i do jeho scénářů, často do nich přidával jemné odkazy a narážky na bridž, například pojmenoval padoucha, který vlastnil dva noční kluby, „Stayman“ (po Stayman convention, což je pojmenování jedné situace ve hře bridž.

## Rodina a úmrtí
Dennis Spooner a jeho manželka Pauline měli tři děti (dva syny a jednu dceru).
Spooner měl dlouhodobější problémy se srdcem. Denis Spooner zemřel 20. září 1986 poté, co utrpěl infarkt myokardu, v hrabství Hertfordshire ve východní Anglii (přesné místo nebo město úmrtí není v dostupných zdrojích uvedeno).